# Акрата (міфологія)
Акрата, Акратопот (дав.-гр. Ακράτα) — в давньогрецькій міфології божество нерозведеного вина з почту бога виноробства, Діоніса. Йому поклонялись в Афінах та в афінському порту, Муніхії. Був постійним учасником тіасосів — екстатичних процесій які влаштовували на честь Діоніса.